# Banjšice
Banjšice (olasz nyelven:  Bainsizza, vagy Bainsizza Santo Spirito) falu Szlovéniában, a Goriška statisztikai régióban, a Banjšice-fennsíkon, kilátással az Isonzó folyóra. Közigazgatásilag Nova Goricához tartozik. Lakosságának száma 264 fő. A településhez számos településrész tartozik: Breg, Lohke, Ošlakarji, Mrcinje, Trušnje, Podlešče, Raven, Kuščarji és Krvavec.
A falu templomát Szentlélek tiszteletére emelték és a Koperi egyházmegyéhez tartozik.

## Fordítás
- Ez a szócikk részben vagy egészben  a   Banjšice című angol Wikipédia-szócikk ezen változatának fordításán alapul.  Az eredeti cikk szerkesztőit annak laptörténete sorolja fel. Ez a jelzés csupán a megfogalmazás eredetét és a szerzői jogokat jelzi, nem szolgál a cikkben szereplő információk forrásmegjelöléseként.